# 46-й батальон Канадского экспедиционного корпуса
46-й батальон Канадского экспедиционного корпуса — подразделение Канадского экспедиционного корпуса во время Первой мировой войны. Было известно как «Батальон самоубийц» из-за огромных потерь за 27 месяцев: 1433 убитых и 3484 раненных.

## История
Батальон был сформирован 7 ноября 1914 г. и проводил рекрутирование по всему Саскачевану. Отплыл в Великобританию 23 октября 1915 г. и высадился во Франции 11 августа 1916 г. Вошёл в состав 10-й пехотной бригады 4-й канадской дивизии. Батальон был расформирован 30 августа 1920 г.
Командовали двое подполковников:
- Подполковник Х. Шелл, 22 октября 1915 г. — 29 августа 1916 г.;

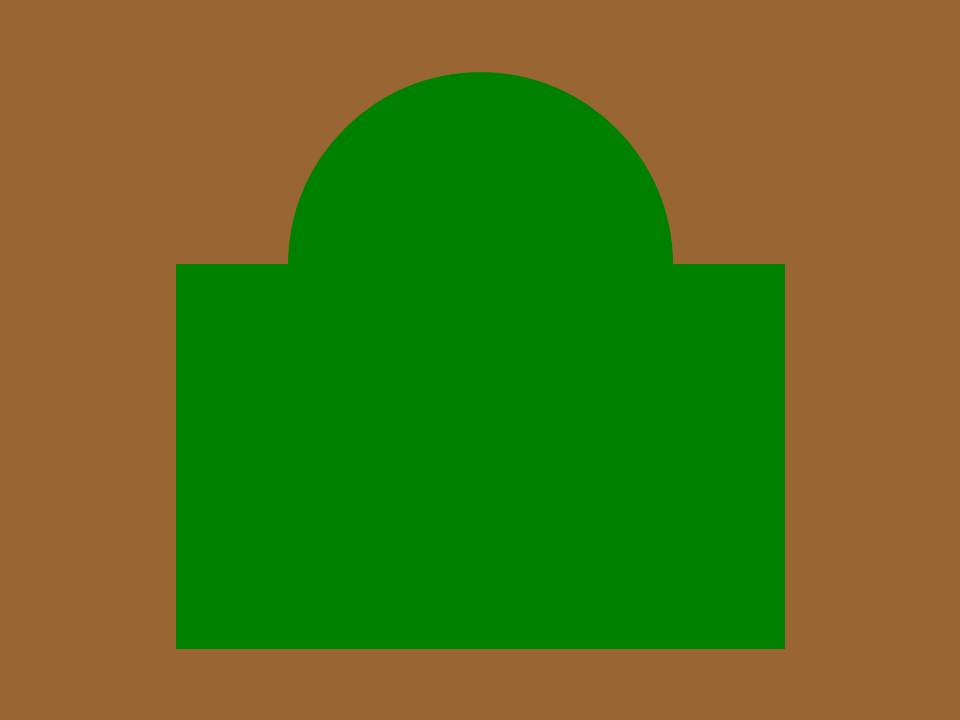
Отличительная нашивка батальона.

- Отличительная нашивка батальона.Подполковник Х. Дж. Доусон, 29 августа 1916 г. — демобилизация.

Один солдат Хью Кэрнс был посмертно награждён Крестом Виктории 1 ноября 1918 года.

## Награды
- Битва на Сомме, 1916 г.
- Битва за Анкр-Хайтс, 1916 г.
- Битва при Анкре, 1916 г.
- Битва при Аррасе, 1917—1918 г.
- Битва при Вими, 1917 г.
- Битва за высоту 70, 1917 г.
- Битва при Пашендейле, 1917 г.
- Битва при Амьене, 1918 г.
- Битва при Скарпе, 1918 г.
- Битва на линии Дрокур-Куант, 1918 г.
- Битва за линию Гинденбурга, 1918 г.
- Битва на Канале дю Нор, 1918 г.
- Битва при Селле, 1918 г.
- Франция и Фландерия, 1916—1918 гг.[1]